# Mega Man ZX
Mega Man ZX або Rockman ZX (яп. ロックマンゼクス, Rokkuman Zekusu) — гра з великої серії ігор Mega Man від Inti Creates. Cіквел к серії ігор Mega Man Zero, та відбувається 2 століття після нього. У грі використано графічний стиль Mega Man Zero (художник Тору Накаяма). Букви Z і X у назві — посилання на персонажів Zero та X, а точніше їх біометал версії (Модель Z та Модель X). Гра має продовження Mega Man ZX Advent, яке вийшло у 2007 року. У грі вперше в серії Mega Man є протагоністи і чоловічої, і жіночої статі.
Гра була пізніше перевипущена у лютому 2020 року як частиною збірки Mega Man Zero/ZX Legacy Collection для PlayStation 4, Xbox One, Nintendo Switch та Microsoft Windows.

## Сюжет
Гра починається з розмови одного з кур'єрів зі своїм клієнтом через засіб зв'язку. Двоє поштових службовців — Гіро і Вент/Ейл повинні доставити Стражникам (Guardians) посилку, вміст якої невідомий. Поки Гіро домовляється про місце зустрічі, Вент/Ейл стоїть на схилі і дивиться вдалечінь, де розташована будівля могутньої корпорації Slither, Inc. Раптово транспорт героїв атакують ворожі Маверики, і Вента/Ейл разом із посилкою відкидає вбік. Він/Вона падає вниз із укосу, і, прийшовши до тями, намагається забрати посилку, щоб донести її до пункту призначення. Раптом він бачить групу Стражників на чолі з дівчиною Прейрі. Вони збираються забрати призначене їм, але раптом з'являється величезний Маверік у вигляді змії та атакує їх. Вент/Ейл кидається на захист дівчини, і несподівано «посилка» пропонує йому об'єднатися заради того, щоб здобути перемогу. Він/Вона погоджується і набуває здатності до трансформації в Мега Мена. Трохи згодом з'ясовується, що посилка насправді містила Біометал X, здатний надавати носієві нові здібності. Вент/Ейл і Гіро (який заволодів Біометалом Z) виявляються втягнутими у вир пригод.

## Оцінки у пресі
| Агрегатор    | Оцінка  |
| ------------ | ------- |
| GameRankings | 77,10 % |
| Metacritic   | 76/100  |

| Видання        | Оцінка |
| -------------- | ------ |
| Famitsu        | 31/40  |
| GameSpot       | 7,7/10 |
| GameSpy        | 7,3/10 |
| IGN            | 8,2/10 |
| Nintendo Power | 8,5/10 |
| Play           | 9/10   |
| X-Play         | [ 9 ]  |

Mega Man ZX зібрала позитивні оцінки більшості оглядачів, із середньою оцінкою 76 зі 100 балів на Metacritic. Як і Mega Man Zero, гру Mega Man ZX порівнювали з оригінальною серією Mega Man. Думки рецензентів щодо високого рівня складності розділилися, частина визнала складність прийнятною,  інші ж піддали критиці. Геймплей та дизайн рівнів здобули похвалу. В оглядах мінусами названо заплутану карту світу, та, іноді, дратівний рівень складності.
На момент виходу гра стала шостою за продажами грою в Японії (продано 33 652 примірники). У тому ж регіоні до кінця 2006 року продано 94 341 копію гри. Наступного року було анонсовано вихід прямого продовження гри, Mega Man ZX Advent..